# Colonia Carrillo Olea
Colonia Carrillo Olea är en ort i Mexiko.   Den ligger i kommunen Axochiapan och delstaten Morelos, i den sydöstra delen av landet, 110 km söder om huvudstaden Mexico City. Colonia Carrillo Olea ligger 1 039 meter över havet och antalet invånare är 122.
Terrängen runt Colonia Carrillo Olea är varierad. Runt Colonia Carrillo Olea är det ganska tätbefolkat, med 90 invånare per kvadratkilometer. Närmaste större samhälle är Axochiapan, 1,2 km sydväst om Colonia Carrillo Olea. Omgivningarna runt Colonia Carrillo Olea är en mosaik av jordbruksmark och naturlig växtlighet.